# Erdmann Augusto de Brandeburgo-Bayreuth
Erdmann Augusto de Hohenzollern (Bayreuth, 8 de octubre de 1615-Hof, 6 de febrero de 1651) fue un noble alemán, miembro de la Casa de Hohenzollern y heredero (en alemán: Erbmarkgraf) de Brandeburgo-Bayreuth.

## Biografía
Erdmann Augusto fue el séptimo de los hijos del margrave Cristián de Brandeburgo-Bayreuth y de su esposa, la duquesa María de Prusia, segunda hija del duque Alberto Federico de Prusia y de María Leonor de Cléveris. Fue el tercer heredero de su padre tras las muertes de sus dos hermanos mayores: Jorge Federico (nacido y muerto en 1608) y Cristián Ernesto (1613-1614).
En Ansbach el 8 de diciembre de 1641, Erdmann Augusto se casó con su prima hermana, Sofía de Brandeburgo-Ansbach, hija de Joaquín Ernesto, hermano de su padre. De este matrimonio nació un solo hijo:
- Cristián Ernesto (1644-1712), sucesor de su abuelo como margrave de Brandeburgo-Bayreuth.

Sofía murió el 3 de diciembre de 1646. Erdmann Augusto no pudo suceder a su padre y murió cuatro años después, a los treinta y cinco años de edad. Su padre, el margrave Cristián, murió cuatro años después (1655), siendo sucedido en el margraviato por su nieto, Cristián Ernesto.
- Datos: Q329229
- Multimedia: Erdmann August of Brandenburg-Bayreuth / Q329229